# Volker Jung (homme politique)
Pour les articles homonymes, voir Jung.
Ne doit pas être confondu avec Volker Jung (théologien).
Volker Jung (né le 24 février 1942 à Berlin) est un homme politique allemand du SPD et ancien député du Bundestag.

## Biographie
Après l’école, Jung obtient son diplôme d’école de commerce en 1962. Il étudie ensuite les sciences politiques et l'économie à l'Université libre de Berlin jusqu'en 1969, dont il obtient un diplôme en sciences politiques. De 1970 à 1972, Jung travaille comme consultant à l'Institut de recherche économique des syndicats. Après plusieurs autres emplois, il devient chef de division à la direction fédérale du DGB en 1983,. De 1994 à 2002, il est directeur général adjoint de l'Association des entreprises municipales (VKU). Il siège également à divers conseils de surveillance en tant que représentant des salariés.

## Parti politique
Jung est membre du Parti social-démocrate d'Allemagne (SPD) depuis 1963. Il est vice-président du SPD de Düsseldorf,.

## Député
Volker Jung est député du Bundestag de 1983 à 2002 en tant qu'élu direct dans la 2e circonscription de Düsseldorf (de),. À partir de 1987, il est porte-parole du groupe parlementaire SPD en matière de politique énergétique.

## Vie privée
Volker Jung est marié à Karin Jung, enseignante à la retraite et ancienne député du parlement de l'État de Rhénanie du Nord-Westphalie.